# Marcin Rudawski
Marcin Rudawski (ur. 6 listopada 1981 w Warszawie) – polski żeglarz, zawodnik klubu MOS 2 Warszawa, reprezentant kadry narodowej Polski, 6-krotny Mistrz Świata i 8-krotny Mistrz Europy w żeglarskiej klasie Laser Radial. W latach 2012–2017 był wiceprezydentem Polskiego Stowarzyszenia Klasy Laser (PSKL).

## Początki kariery sportowej
Marcin Rudawski rozpoczął przygodę z żeglarstwem w wieku 8 lat w klubie MOS 2 Warszawa na łódce Optimist. W roku 1994 zdobył swój pierwszy tytuł Mistrza Polski w tej klasie. Dwukrotnie był reprezentantem Polski na Mistrzostwach Świata w klasie Optimist w roku 1994 we Włoszech i w roku 1995 w Finlandii oraz dwukrotnie na Mistrzostwach Europy (1994 – Turcja, 1996 – Hiszpania).

## Żeglarskie osiągnięcia
Przez kolejne lata ścigał się w klasie Laser Radial, w której w roku 1997 zdobył swój pierwszy tytuł Mistrza Polski. W latach 2000–2008 był w kadrze narodowej w klasie Laser. W roku 2009 znów przesiadł się na Lasera Radiala. W latach 2009–2011 zdobył 3-krotnie tytuł Mistrza Świata (Japonia, Szkocja, Francja), co nie udało się żadnemu żeglarzowi w tej klasie do dzisiaj. Swój wyczyn powtórzył ponownie w latach 2015–2017, zdobywając tytuł Mistrza Świata na regatach w Danii, Irlandii i Holandii. Z 6 złotymi krążkami Mistrzostw Świata jest absolutnym rekordzistą pod tym względem w klasie Laser.
Do swojej kolekcji dodał 2 srebrne medale Mistrzostw Świata w latach 2013 i 2014. W latach 2010–2017, 8 razy z rzędu zdobywał tytuł Mistrza Europy, w roku 2018 był trzeci, a w roku 2019 drugi, zostając niekwestionowanym rekordzistą w liczbie zdobytych medali w klasie Laser.
Podczas zawodów Letniej Uniwersjady w 2005 zdobył srebrny medal drużynowo (z Katarzyną Szotyńską, Piotrem Myszką, Natalią Kosińską i Agatą Brygołą).
W swojej karierze tytuł Mistrza Polski Seniorów w różnych klasach zdobywał dziewięciokrotnie, wielokrotnie również w dyscyplinach juniorskich i młodzieżowych. Ponadto w roku 2007 został Mistrzem Hiszpanii w klasie Laser, a w roku 2009 Mistrzem Belgii w klasie Laser Radial.

## Zdobyte medale
| Medale Mistrzostw Świata Laser Radial Marcin Rudawski | Medale Mistrzostw Świata Laser Radial Marcin Rudawski | Medale Mistrzostw Świata Laser Radial Marcin Rudawski |
| ----------------------------------------------------- | ----------------------------------------------------- | ----------------------------------------------------- |
| Rok                                                   | Zdobyte miejsce                                       | Miejsce regat                                         |
| 2017                                                  | 1. miejsce                                            | Holandia                                              |
| 2016                                                  | 1. miejsce                                            | Irlandia                                              |
| 2015                                                  | 1. miejsce                                            | Dania                                                 |
| 2014                                                  | 2. miejsce                                            | Polska                                                |
| 2013                                                  | 2. miejsce                                            | Irlandia                                              |
| 2011                                                  | 1. miejsce                                            | Francja                                               |
| 2010                                                  | 1. miejsce                                            | Szkocja                                               |
| 2009                                                  | 1. miejsce                                            | Japonia                                               |

| Medale Mistrzostw Europy Laser Radial Marcin Rudawski | Medale Mistrzostw Europy Laser Radial Marcin Rudawski | Medale Mistrzostw Europy Laser Radial Marcin Rudawski |
| ----------------------------------------------------- | ----------------------------------------------------- | ----------------------------------------------------- |
| Rok                                                   | Zdobyte miejsce                                       | Miejsce regat                                         |
| 2019                                                  | 2. miejsce                                            | Portugalia                                            |
| 2018                                                  | 3. miejsce                                            | Francja                                               |
| 2017                                                  | 1. miejsce                                            | Hiszpania                                             |
| 2016                                                  | 1. miejsce                                            | Hiszpania                                             |
| 2015                                                  | 1. miejsce                                            | Dania                                                 |
| 2014                                                  | 1. miejsce                                            | Chorwacja                                             |
| 2013                                                  | 1. miejsce                                            | Irlandia                                              |
| 2012                                                  | 1. miejsce                                            | Francja                                               |
| 2011                                                  | 1. miejsce                                            | Francja                                               |
| 2010                                                  | 1. miejsce                                            | Szkocja                                               |

| Tytuły Mistrza Polski Marcin Rudawski | Tytuły Mistrza Polski Marcin Rudawski | Tytuły Mistrza Polski Marcin Rudawski |
| ------------------------------------- | ------------------------------------- | ------------------------------------- |
| Rok                                   | Zdobyte miejsce                       | Klasa                                 |
| 2016                                  | 1. miejsce                            | Laser Radial                          |
| 2015                                  | 1. miejsce                            | Laser Radial                          |
| 2012                                  | 1. miejsce                            | Laser Radial                          |
| 2004                                  | 1. miejsce                            | Laser                                 |
| 2001                                  | 1. miejsce                            | Laser Radial                          |
| 2000                                  | 1. miejsce                            | Laser Radial                          |
| 1999                                  | 1. miejsce                            | Laser Radial                          |
| 1997                                  | 1. miejsce                            | Laser Radial                          |
| 1994                                  | 1. miejsce                            | Optimist                              |

## Działalność na rzecz żeglarstwa i klasy Laser
Wiceprezydent Polskiego Stowarzyszenia Klasy Laser w latach 2012–2017 odpowiedzialny między innymi za kontakty międzynarodowe i reprezentowanie Stowarzyszenia poza granicami Polski. Aktywnie promował polskie ośrodki żeglarskie i przyczyniał się do wyboru Polski na organizację prestiżowych regat żeglarskich. Podczas swojej kadencji w Stowarzyszeniu Marcin Rudawski umożliwił przeprowadzenie następujących regat klasy międzynarodowej w Polsce:
- 2014 – Mistrzostwa Świata Laser Radial i Mistrzostwa Świata Juniorów Laser Radial, Dziwnów[21]
- 2014 – Puchar Europy Laser, Dziwnów[22]
- 2015 – Mistrzostwa Europy Laser Masters[23], Gdynia
- 2018 – Mistrzostwa Świata Laser 4.7, Mistrzostwa Europy Juniorów Laser Radial[24], Gdynia
- 2020 – Mistrzostwa Świata U21 Laser Radial[25], Dziwnów